# Pierre Pommier (rugby à XV)
Pour les articles homonymes, voir Pierre Pommier.
Pas d'image ? Cliquez ici

a Compétitions nationales et continentales officielles uniquement.

Dernière mise à jour le 20 octobre 2023.
Pierre Pommier, né le 18 septembre 1951 à Lyon, est un joueur français de rugby à XV, ayant évolué au poste de demi d'ouverture.

## Biographie

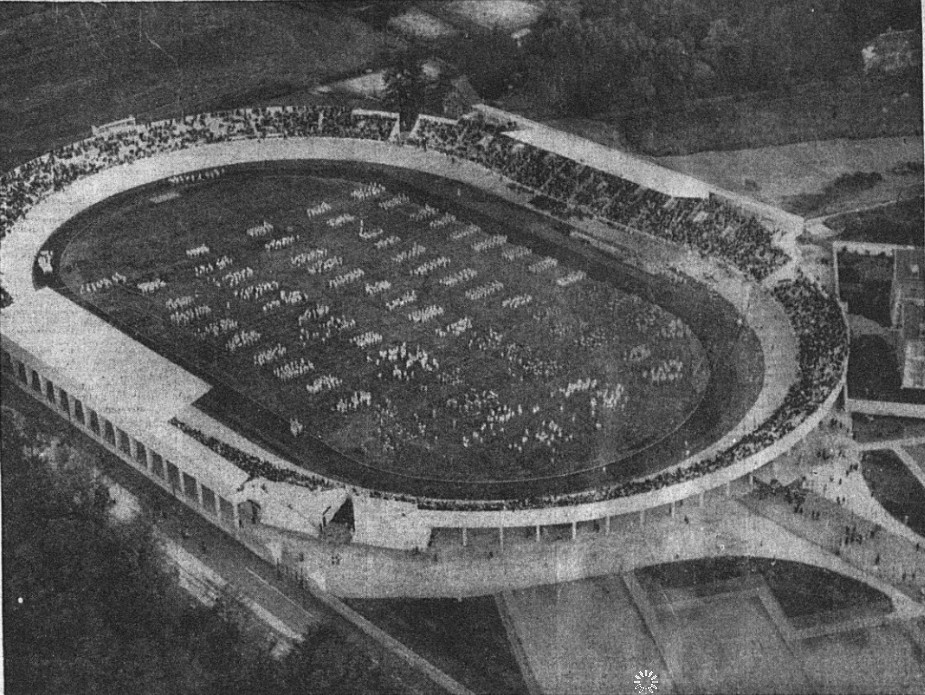
Stade Charles-Berty de Grenoble.

Après des débuts à Lyon puis à Avignon, où il est notamment réputé pour la qualité de son jeu au pied, Pierre Pommier rejoint le FC Grenoble lors de la saison 1979-1980.
Sa carrière prend une autre dimension sous l'impulsion de son nouvel entraîneur Jean Liénard, et le club grenoblois revient au sommet de la hiérarchie nationale, terminant 1er de la saison régulière (sur les 40 clubs engagés) en 1981 et second les deux années suivantes, sans pour autant confirmer en phases finales.
En 1981, il est classé troisième meilleur ouvreur français par le Midi olympique.
Fin 1981, il est sélectionné avec l'équipe des Alpes qui, au stade Charles-Berty de Grenoble, réussira l'exploit de battre les All Blacks — qui essuieront là leur seule défaite (16-18) de toute leur tournée européenne — en marquant notamment tous les points de son équipe (1 essai avec transformation, 2 pénalités et 2 drops).
En 1983, il signe au RC Hyères où il partage le poste d'ouvreur avec le Bigourdan Pierre Pujo.
Surnommé « La Pomme » par la presse et ses admirateurs, Pierre Pommier a ensuite été commercial dans l'étanchéité. Sur ses loisirs il est un joueur de golf de haut niveau.

## Palmarès
- Championnat de France de première division :
  - Demi-finaliste (1) : 1982